# Système de désignation des avions de l'Idflieg

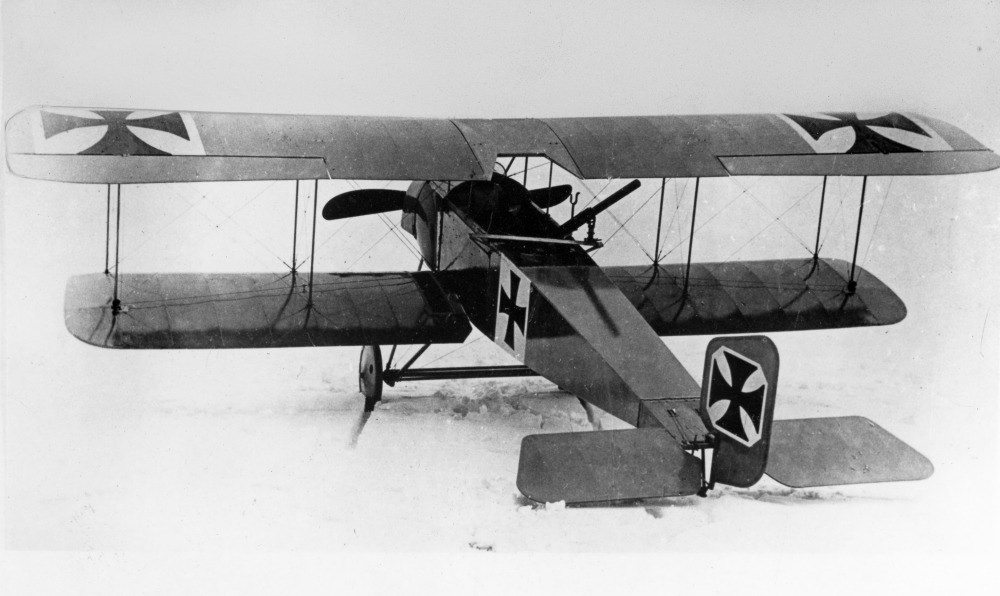
Un Halberstadt C.I
C : appareil biplace avec mitrailleuse tirant vers l'arrière.

Le système de désignation de l'Idflieg a été utilisé pour désigner les plus lourds des avions militaires depuis les premiers jours de la Luftstreitkräfte jusqu'à la fin de la Première Guerre mondiale. Le système a évolué au cours de cette période, de nouveaux types d'aéronefs étant apparus. Il n'a jamais été étendu aux aéronefs mis en œuvre par la marine allemande. Pour compliquer encore cette situation, les constructeurs aéronautiques allemands utilisaient généralement leur propre dénomination.
Chaque désignation se composait d'une lettre, suivie d'un chiffre romain. Par exemple, le premier avion de classe « D » construit par Fokker a été désigné Fokker D.I, le second, Fokker D.II.
- A – monoplan. Les aéronefs de type « A »  (par exemple le Rumpler Taube et Fokker M.5) ne sont limités par aucune spécification officielle, en dehors de leur disposition de leur aile, même si c'étaient généralement des avions de reconnaissance biplaces non armés ou des avions d'entrainement disposant de moteurs peu puissants. Après 1915, peu de types « A » ont été conservés par la Luftstreitkräfte.

- B – biplan. Encore une fois, cette désignation n'était pas reliée à un cahier des charges officiel, à l'exception de la disposition de l'aile. Dans la pratique, les spécifications appliquées aux autres catégories ont fait qu'à partir de 1915, seul un nombre limité d'aéronefs ont été classés dans la catégorie « B ». Essentiellement, des biplaces non armés faiblement motorisés, principalement utilisés pour la formation et d'autres utilisations en seconde ligne.

- C – biplan biplace armé (désignation introduite en 1915). Il s'agissait de la première nouvelle désignation introduite après le déclenchement de la guerre, et aussi le premier à avoir une spécification précise. Afin de réduire l'extrême vulnérabilité des premiers avions militaires allemands vis-à-vis des avions alliés équipés de mitrailleuses, les avions de type « C » étaient armés d'une mitrailleuse tirant vers l'arrière et manœuvrée par l'observateur, et (plus tard) d'une mitrailleuse synchronisée tirant vers l'avant pour le pilote. Un moteur de plus de 150 ch était également requis (plus tard les types « C » avaient en général des moteurs de plus de 200 ch). Un certain nombre de pilotes de chasse allemands, futurs as, ont obtenu leur première victoire avec un avion de type « C[1] ».  
  - CL - avion léger de classe « C » (désignation introduite au début de 1917). Plus tard, les avions de type « C » sont devenus progressivement plus grands - les spécifications « CL » avait pour but de catégoriser des avions plus petits, assez agiles pour être utilisés comme un avion de chasse biplace. Dans la pratique, les avions de type « CL » ont été utilisés principalement pour l'appui rapproché. La puissance du moteur d'un « CL » a été limitée à moins de 200 ch et le poids total en charge à moins de 360 kg. Pour les autres aspects les « CL » étaient similaires aux « C » - en fait, les numéros de série et de type ont généralement partagé la même séquence.

- D – monoplace armé, spécialement conçu pour être utilisé par la nouvelle jagdstaffeln ou escadrons de chasse (désignation mise en place en 1916). Jusqu'à la fin 1918, alors que les désignations des avions de combat avaient été simplifiées, « D » indiquait un « Doppeldecker » ou biplan. À la fin de la guerre, tous les chasseurs monoplaces ont été classés dans la catégorie « D », tandis que les distinctions fondées sur la voilure étaient abandonnées.

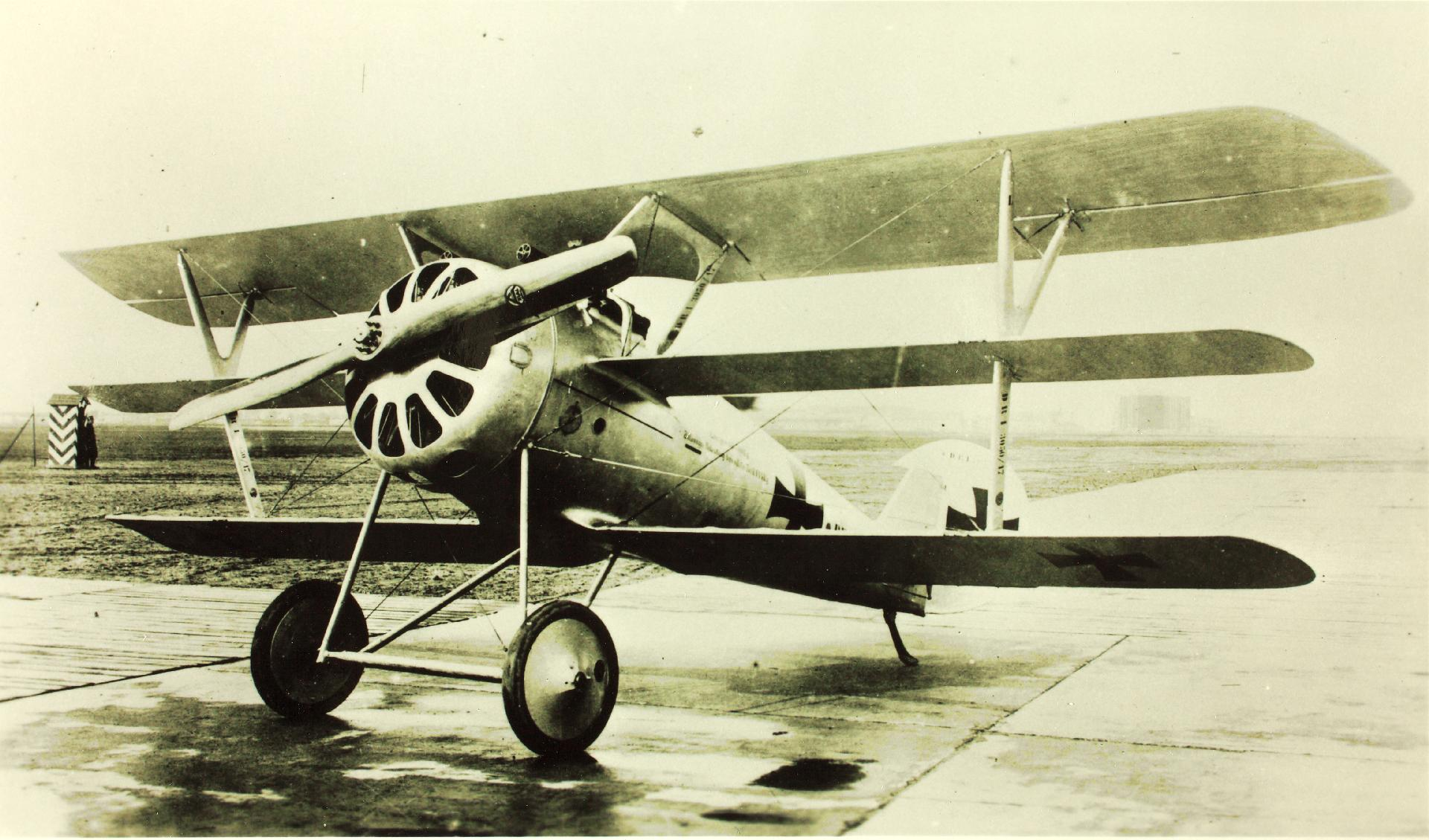
Un Pfalz Dr.I
Dr : monoplace triplan.

- Dr – monoplace triplan armé (désignation mise en place fin 1917 - abandonnée à la fin de 1918). Les deux premiers avions Fokker Dr.I ont en fait été désignés « F.I ». À la fin de la guerre, les nouveaux chasseurs monoplaces ont été désignés comme des types « D », indépendamment de la voilure.

- E – monoplan armé (désignation mise en place en 1915 - abandonnée fin 1918). Ce fut d'abord tout simplement la version monoplan du biplan armé de classe « C », ayant le même rapport à la classe « C » que le « A » avait avec la « B ». Plusieurs des premiers types « E » était des biplaces. Dans la pratique, principalement en raison du succès des monoplaces Fokker type « E », qui étaient des avions de chasse monoplaces, la classe « E » est devenu synonyme de chasseur monoplan monoplace (soit l'équivalent monoplan de la classe « D »). À la fin de 1918, le dernier type « E », le Fokker E.V a été rebaptisé « D.VIII », et à la fin de la guerre d'autres monoplans (comme le Junkers CL.I) ont également été désignés en tenant compte de leur fonction, en ligne avec l'abandon des désignations fondées sur la voilure.

- F – triplan monoplace armé (dénomination utilisée brièvement en 1917). Appliquée seulement au Fokker F.I, qui a été rebaptisé « Dr.I » au moment où il est entré en production série.

- G –  bombardier biplan armé, bi- ou trimoteur (G pour groß - « grand ») (désignation utilisée à partir 1916). Ces avions ont été classés à l'origine dans la catégorie « K » (voir ci-dessous).
  - GL – Bombardier bimoteur plus rapide pouvant être utilisé comme bombardier de jour (désignation mise en place en 1918). Relation semblable entre la « G L» et la « G » qu'entre la « CL » et la « C ». Le poids et l'envergure de l'aile ont été réduits, et l'équipage limité à deux - le tireur du poste de pilotage avant ayant été supprimé.

- J – avion d'attaque au sol blindé (désignation introduite en 1917). La plupart ressemblaient à des types « C » dans leur architecture générale, ne différant que par l'ajout d'un blindage pour réduire la vulnérabilité aux tirs antiaériens en provenance du sol. La seule exception était le Junkers J.I.

- K –  bombardier biplan armé avec deux ou trois moteurs (K pour Kampfflugzeug - « avions de combat »). Désignation introduite en 1915 - remplacée par la catégorie « G » au début de 1916.

- N – Bombardier de nuit (Nacht) biplace monomoteur (désignation introduite en 1918). Fondamentalement, un avion de type « C » avec une envergure plus grande pour permettre l'emport d'une charge plus lourde.

- R – bombardier « géant » (R pour Riesenflugzeug - « avion géant ») avec au moins trois, et dans certains cas jusqu'à six moteurs. Une des caractéristiques importantes par rapport à la classe « G » (à part la taille) est que tous les moteurs devaient être accessibles en vol - permettant des réparations mineures.

Le système a cessé de s'appliquer avec la fin de l'aviation militaire allemande à la suite de l'armistice. Les avions de la nouvelle Luftwaffe devaient être désignés selon le système de désignation des aéronefs du RLM.